# Jan Jerzy Kczewski
Jan Jerzy Kczewski herbu Lewart odmienny (zm. 1738) – podkomorzy malborski w latach 1716-1738.
Konsyliarz województwa malborskiego w konfederacji dzikowskiej w 1734 roku.